# Египетский поход
Египетский поход или Египетская экспедиция (фр. expédition d’Égypte) — кампания, предпринятая в 1798—1801 годах по инициативе и под непосредственным руководством Наполеона Бонапарта, главной целью которой была попытка завоевания Египта.
Наступившее затишье после блестящих успехов Итальянской кампании 1796—1797 годов не соответствовало политическим планам генерала Бонапарта. После первых побед Наполеон стал претендовать на самостоятельную роль. Ему нужен был ещё ряд победоносных событий, которые поражали бы воображение нации и сделали бы его любимым героем армии. Он выработал план экспедиции для занятия Египта, чтобы встать на сообщениях Англии с Индией, и без труда убедил Директорию в необходимости для Франции иметь колонию на Красном море, откуда кратчайшим путём можно достигнуть Индии. Правительство Директории, опасавшееся популярности Бонапарта, решило избавиться от его присутствия в Париже и отдало в его распоряжение Итальянскую армию и флот. Идея экспедиции была связана со стремлением французской буржуазии конкурировать с английской, активно утверждавшей своё влияние в Азии и в Северной Африке.

## Планирование экспедиции

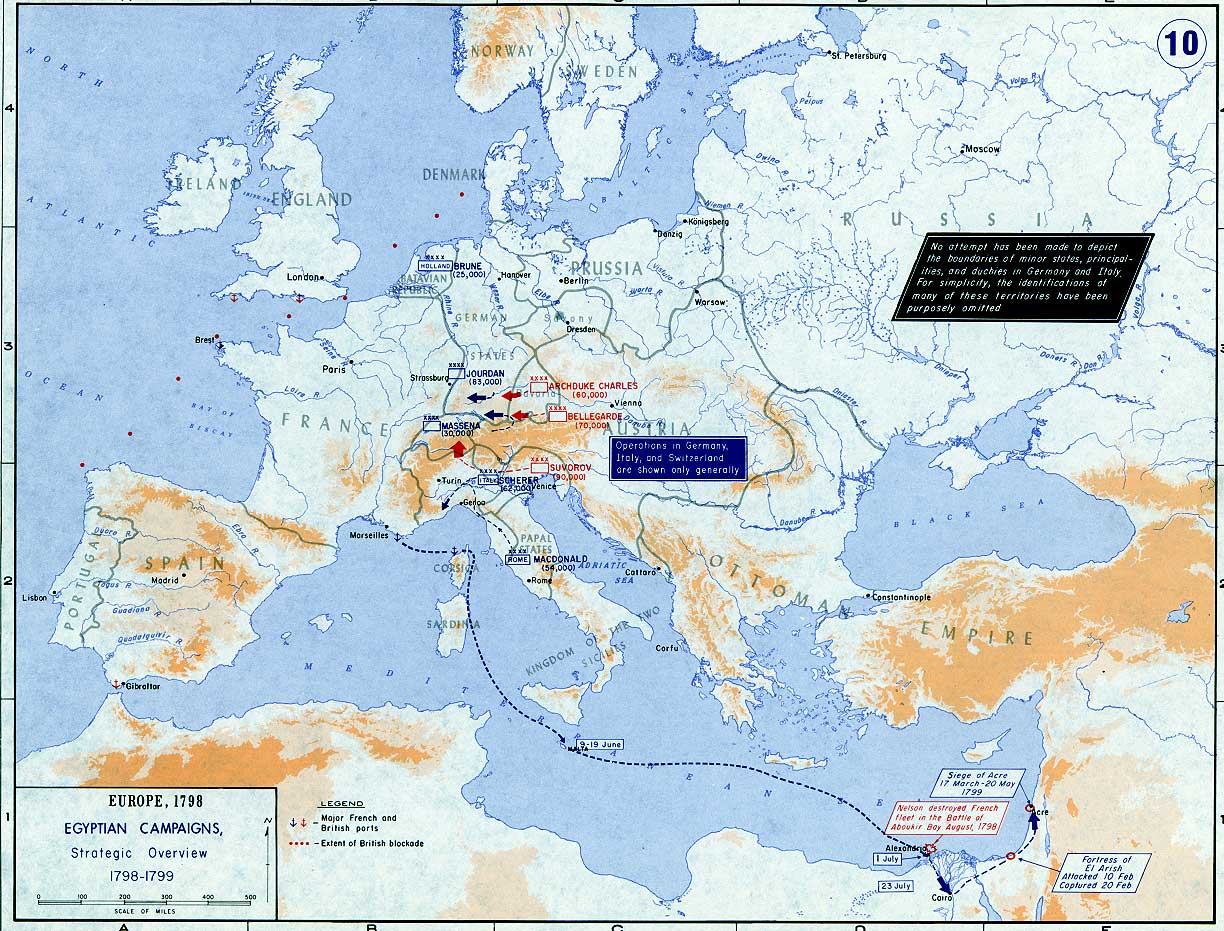
Стратегическая ситуация в Европе в 1798 году

После подписания мира с Австрией и Пруссией, в состоянии войны с Францией находилась только Великобритания. Готовясь к боевым действиям на континенте, Директория одновременно запланировала провести военную кампанию против Великобритании. Относительная слабость французского флота не позволяла безопасно перевезти большую армию до Ост- или Вест-Индии. Таким образом, выбор был между высадкой в Ирландии (где местное население охотно поддержало бы антианглийские действия) и во владениях Османской империи с, возможно, будущим продвижением в Индию на соединение с силами союзных Франции магараджей. Наконец, был сделан выбор в пользу Египта.
Египет юридически подчинялся Османской империи, но фактически осуществлял независимую политику. Турция по дипломатическим каналам дала Франции понять, что она благосклонно отнесётся к любым французским действиям против Египта. К тому же, с захватом Францией острова Корфу и подписанием Францией выгодных соглашений с Неаполитанским королевством, Англия утратила все свои постоянные морские базы в Средиземном море. В начале 1798 года Наполеон провёл рекогносцировку северного и западного французского побережья. Демонстративные действия прошли удачно: Великобритания была уверена, что готовится высадка в Ирландии, поэтому английский флот был занят блокадой Гибралтара и северных французских портов, оставив французам открытый путь через Средиземное море к Египту.

## Начало экспедиции и захват Мальты
Приготовления начались в марте 1798 года, и, чтобы ввести Англию в заблуждение относительно настоящих их целей, распространялся слух о готовящейся высадке в Ирландию. В состав экспедиционной армии было назначено 24 тысячи человек пехоты при 4 тысячах кавалеристов и 300 лошадей (остальных лошадей предполагалось приобрести в Египте), 16 рот артиллерии, 8 рот сапёров, минёров и рабочих, 4 парковые роты; всего 32 300 человек. Войска составляли 5 дивизий (генералов Клебера, Дезе, Ренье, Мену и Бона). Начальник штаба — Бертье; в числе бригадных генералов находились Ланн, Мюрат, Даву и при штабе главнокомандующего Жюно, Евгений Богарне и др. Для перевозки этих войск было приготовлено 309 судов с общим водоизмещением в 47 300 тонн. (58 — в Марселе, 72 — в Тулоне, 73 — в Генуе, 56 — в Чивита-Веккии и 50 — на Корсике). Для конвоирования экспедиции предназначалась флотилия под командованием адмирала Брюэса из 55 судов (13 линейных кораблей, 6 фрегатов, 1 корвета, 9 флейтов, 8 бригов и посыльных судов, 4 мортирных и 12 канонерских лодок и 2 фелюки). Большая часть войск, находившихся в Тулоне и Марселе, должны были разместиться на военных судах. Экипаж флотилии состоял из 10 тысяч моряков. В экспедиции приняла участие большая комиссия из учёных, исследователей, инженеров, техников и художников (всего 167 человек), с целью изучения древней страны.
10 мая Бонапарт обратился к войскам с прокламацией. «Солдаты, вы составляете одно из крыльев Французской армии. Вы дрались в горах и на равнинах и осаждали города, вам остаётся испытать войну на море. Римские легионы, которым вы неоднократно подражали, но с которыми вы ещё не вполне сравнялись, разбили карфагенян сначала на этом море, а затем на полях Замы. Они постоянно побеждали, так как были храбры, выносливы, дисциплинированы и единодушны. Солдаты, на вас смотрит Европа. Перед вами великая будущность, предстоят сражения, опасности и преодоление трудов. Вы сделаете больше, чем когда-либо, для блага своего отечества, счастья людей и вашей собственной славы».
Английский адмирал Джервис 2 мая послал на свой страх к Тулону для разведки контр-адмирала Нельсона с эскадрой из 3 линейных кораблей, 2 фрегатов и 1 корвета. Но в этот же день из Лондона была отправлена Джервису секретная депеша об отправлении к нему сильных подкреплений, по прибытии которых ему предписывалось немедленно отправить в Средиземное море эскадру в составе 12 линейных кораблей с соответствующим числом фрегатов и советовалось поручить командование над ней адмиралу Нельсону. Эскадре предписывалось перехватить Тулонский флот, который, по предположениям, мог иметь назначение в Неаполь, Сицилию, Морею, Португалию и Ирландию. Но, несмотря на мнение консула в Ливорно, мысль о Египте не попала в инструкцию. 25 мая Джервис отправил Нельсону подкрепление из 11 линейных кораблей и с ним передал в дополнение инструкции адмиралтейства устное приказание от себя — следовать за неприятелем всюду в Средиземном и даже в Чёрном море.
Между тем, Нельсон 9 мая вышел со своим немногочисленным отрядом из Гибралтара, 17 мая был невдалеке от Тулона и захватил высланного Брюэсом разведчика, от которого узнал о составе французского флота. 19 мая северо-западный шторм отогнал Нельсона от берега, а в ночь на 21 мая его флагманский корабль Vangard потерял фок-мачту и две стеньги; это заставило Нельсона спуститься к берегу Сардинии, и 22 мая он добрался до бухты Сан-Пьетро. Фрегаты Нельсона, потерявшие из вида флагманский корабль, думая, что тяжёлые повреждения заставили его искать убежища в каком-нибудь английском порту, оставили назначенное им адмиралом место и отправились на его поиски.

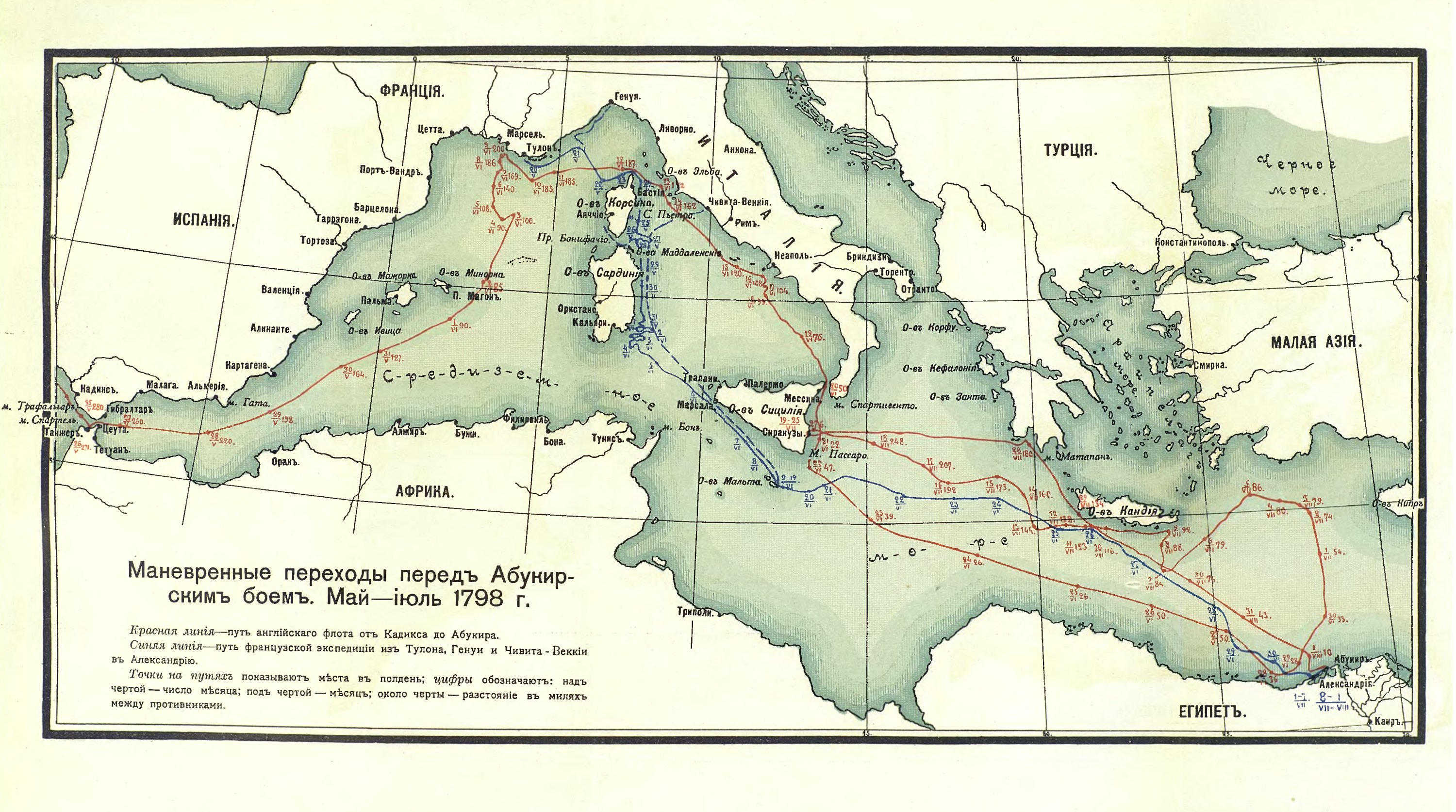
Маневрирование вражеских эскадр во время перехода Египетской экспедиции

Узнав о входе англичан в Средиземное море, Бонапарт торопился с выходом экспедиции, и как раз 19 мая с попутным ветром, который за берегом не имел характера шторма, вышел из Тулона. Из Чивита-Веккии был выслан разведчик в пролив между Эльбой и Корсикой для сбора сведений от торговых судов о передвижениях англичан. На счастье Бонапарта, как было указано выше, никто не наблюдал за передвижениями французов. Египетская экспедиция направилась вдоль берега на восток, и 21 мая к ней присоединился отряд транспортов из Генуи.
Бонапарт находился на корабле L’Orient. Обойдя северную оконечность Корсики, Египетская экспедиция заштилела у её восточного берега. Здесь 27 мая к экспедиции присоединились 2 полубригады генерала Вобуа, снаряжённые на Корсике; но вследствие небольшого размера корсиканских судов пришлось большую часть этих войск распределить по линейным кораблям и большим транспортам французского флота.
Пока Египетская экспедиция занималась этой опасной операцией, причём появление даже слабого противника могло разрушить весь план Бонапарта, Нельсон выходил с тремя кораблями из бухты Сан-Пьетро. За 4 дня он исправил свои повреждения и двинулся не в Гибралтар для капитального исправления, а к Тулону, где он мог встретиться с многочисленным неприятелем. 31 мая Нельсон был перед Тулоном и узнал об уходе экспедиции, но, разлучившись со своими фрегатами, не смог собрать никаких сведений даже о направлении, принятом французами. Кроме того, наступили штили, и Нельсон не мог тронуться с места. 5 июня его нашёл бриг, высланный вперёд капитаном Троубриджем, который вёл подкрепления, и 11 июня Нельсон стал во главе эскадры из 14 линейных кораблей.
Надеясь настигнуть экспедицию в открытом море, Нельсон принял следующий план нападения: 2 дивизии по 5 кораблей должны были обрушиться на эскадру Брюэса, а 3-я дивизия из 4 кораблей, под командованием Троубриджа, должна была топить транспорты с войсками. Опасность для Египетской экспедиции, если бы она была застигнута в море, была огромна: такая встреча наверно окончилась бы её полным разгромом, и только ряд счастливых случайностей спас Бонапарта.
До 29 мая он ждал присоединения транспортов из Чивита-Веккии, а затем медленно двинулся на юг. 2 июня судно из Генуи принесло известие о посещении Нельсоном бухты Сан-Пьетро и уходе его оттуда 27 мая. На следующий день один из фрегатов донёс, что за ним гнался английский военный корабль. Это заставило опасаться за судьбу ожидаемых транспортов, навстречу которым был послан отряд из 4 линейных кораблей и 3 фрегатов; но он возвратился ни с чем. 4 июня Бонапарт решил больше не ждать и направиться к Мальте; но, проходя остров Мареттимо, он узнал, что транспорты уже прошли мимо накануне, и когда 9 июня Египетская экспедиция подошла к Мальте, транспорты уже крейсировали там с предыдущего дня. Им было отказано во входе в гавань для наливки пресной водой; этим воспользовался Бонапарт, как предлогом для нападения на Мальту, и 12 июня она оказалась в его власти, благодаря внезапности нападения и неуверенности гроссмейстера ордена в приходе на выручку англичан.

### Захват Мальты
Этот остров считался неприступным; он господствовал над Средиземным морем, и обладание им имело первенствующее значение в деле обеспечения успеха экспедиции. Остров составлял владение Мальтийского ордена, опорным пунктом была крепость Ла-Валетта. Основанный некогда для борьбы с алжирскими пиратами и мусульманским флотом в целом, Орден переживал период упадка. Рыцари поддерживали дружественные отношения с врагами Франции Англией и Россией, английский флот иногда использовал Мальту как временную базу для своих действий. 11 июня около Мальты, неожиданно для рыцарей, появился большой французский флот и запросил разрешение набрать питьевую воду. Мальтийцы позволили чтобы одновременно набирал воду только один корабль: поскольку кораблей во флоте было более четырёхсот, такая заправка заняла бы много времени. Французы выдвинули ультиматум, мальтийцы начали готовиться к обороне. Французский флот высадил несколько десантов, которые в короткое время заняли все острова — рыцари оказались небоеспособны, наёмники, из которых состояло орденское войско, быстро сложили оружие или перешли на сторону французов, а местное население не проявило желания воевать за привилегии рыцарей Ордена. 18 июня Египетская экспедиция тронулась с попутным ветром в Египет, оставив на Мальте 3053 человека пехоты и 5 рот артиллерии под командованием генерала Вабуа. 30 июня показались берега Египта.
Между тем, Нельсон, теряясь в догадках о назначении французской экспедиции, тщетно обыскивал итальянское побережье. 13 июня он был в Таламонском заливе, против острова Эльбы, который он считал очень удобным местом высадки для французской армии. 17 июня он подошёл к Неаполю, и английский посланник Гамильтон дал ему мысль, что французы могли направиться к Мальте. 20 июня он прошёл Мессинский пролив, где узнал о занятии французами Мальты; 21 июня находился всего в 22 милях от французов, но не знал об этом и шёл на юго-запад; малейшая случайность могла привести к встрече противников; только 22 июня от коммерческого судна, встретившего накануне французов, Нельсон узнал, что они уже ушли с Мальты и идут на восток с попутным ветром. Это утвердило его в мысли, что французы направляются в Египет, и он принял немедленное решение их преследовать, для чего поставил все возможные паруса.
Судьба Египетской экспедиции висела на волоске, но счастье опять пришло Бонапарту на помощь. Не задерживаемый транспортами, Нельсон продвигался быстрее французов, но отсутствие фрегатов у англичан стесняло разведку. Нельсон взял курс прямо на Александрию, а французы придерживались острова Кандия (Крит). В результате, Нельсон 24 июня обогнал Египетскую экспедицию и, хотя в продолжение целых суток был на расстоянии только 26 миль от неё, однако так её и не увидел. 28 июня английский флот подошёл к Александрии, но рейд оказался пуст, и никто ничего не знал о французах, которых здесь и не ждали. Нельсон сразу потерял доверие к доводам, увлёкшим его так далеко на восток и притом под ветер. Ему представилось, что именно теперь французы ведут операцию по занятию Сицилии, порученной его охране. Не отдыхая ни минуты, английский адмирал решил возвратиться; но теперь ему приходилось лавировать, и первый же галс увёл его далеко от берегов Египта в направлении, противоположном тому, с которого приближались французы.

## Вторжение
Между тем, высланный Бонапартом 1 июля фрегат привёз к нему из Александрии французского консула, от которого он и узнал о появлении здесь 3 дня тому назад английской эскадры из 14 кораблей и об уходе её по направлению к острову Кипр. Очевидно, надо было пользоваться счастливо сложившейся обстановкой и спешить с высадкой.
В заливе Марабу в ночь на 2 июля французы начали высадку, и в тот же день Александрия, атакованная дивизиями Клебера, Бона и Мену, была занята после незначительного сопротивления. Французский флот под руководством адмирала Брюейса остался около Александрии с распоряжением найти достаточно глубокий для линейных кораблей проход в гавань города, где они были бы в безопасности от возможного нападения англичан.
Не задерживаясь в Александрии, Бонапарт двинулся к Каиру. Из двух путей: через Розетту и далее вверх по Нилу и через пустыню Дамакур, соединявшихся у Романие, он выбрал последний, более короткий. В Александрии, укрепления которой были усилены, оставлен гарнизон, под командованием Клебера из 10 тысяч человек. Дивизия Дезе (4600 человек), составлявшая авангард, выступила в ночь на 4 июля к Каиру. За ней следовали дивизии Бона, Ренье и Мену; последнему было приказано принять командование над округом Розетты. В Розетте был оставлен гарнизон около 1200 человек. Дивизия Клебера, под командованием генерала Дюга, отправившаяся через Абукир в Розетту, прибыла туда 6 июля и должна была следовать на Романие в сопровождении флотилии из 15 лёгких судов (с 600 матросами), шедшей по Нилу с боевыми и продовольственными припасами. Бонапарт со штабом отбыл из Александрии 9 июля, приказав Брюэсу, направившемуся с эскадрой в Абукир, не оставаться там, а укрыться в Корфу или, если бы это оказалось невозможным, войти в порт Александрии. Переход через Дамакурскую пустыню был очень тяжёл, но 9 июля войска достигли города Дамакур.
Между тем, весть о появлении французов достигла Каира. 10 июля французская армия выступила к Романие поэшелонно, дивизия за дивизией, на расстоянии 2 часов пути. Одновременно с этим из Каира выступил Мурад-бей с 3 тысячами мамелюков и 2 тысячами янычар и флотилией из 60 судов, из которых 25 были вооружены, но, не успев оказать поддержку своему передовому отряду, остановился у селения Шебрейса, где и укрепился. За ним следовал со значительными силами Ибрагим-бей.
С 10 по 12 июля французские войска (всего около 20 тысяч человек) находились у Романие. 13 июля они атаковали и разбили мамелюков у Шубрахита (Шебрейса). В этом сражении приняла участие накануне присоединившаяся к французам флотилия Перре. Здесь французам пришлось против нестройных полчищ конницы применять своеобразные построения. Каждая дивизия была построена в каре с артиллерией по углам, с вьючным обозом и всадниками в середине. Сапёры с артиллерийским депо заняли в тылу два селения, обратив их в опорные пункты на случай неудачи. Мамелюки, разбитые у Шубрахита, бежали к Каиру.

### Битва у Пирамид

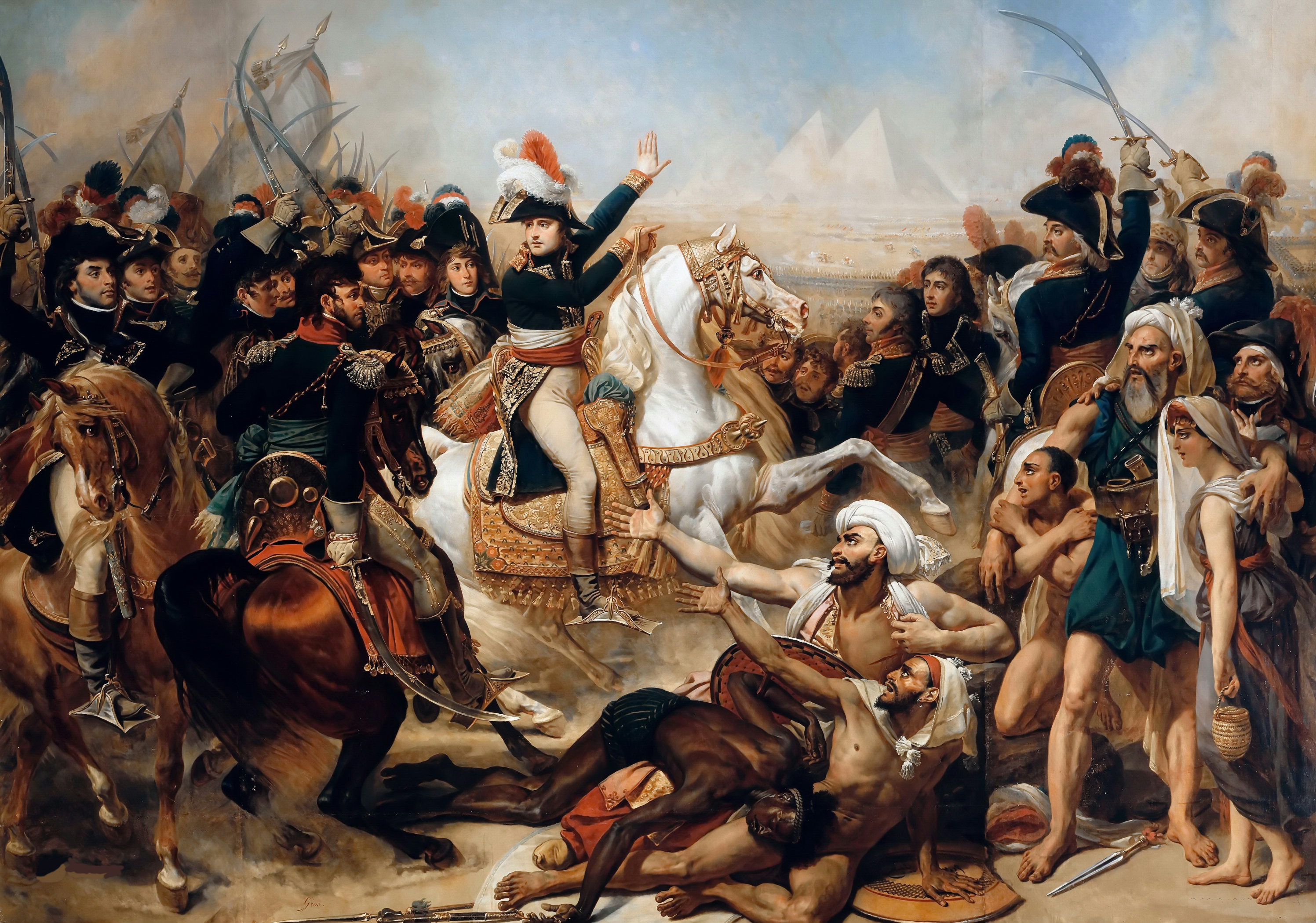
Антуан-Жан Гро. «Битва у пирамид» (1810 год)

21 июля около Гизских пирамид, вблизи Каира, французская армия снова встретилась с противником. Войска Мурада и Ибрагима занимали позицию, правым флангом примыкавшую к Нилу, а левым — к пирамидам. Правое её крыло состояло из 20 тысяч янычар, причём в укреплениях было расположено 40 орудий; в центре и на левом фланге находился 12-тысячный кавалерийский корпус мамелюков, шейхов и знатных египтян, из которых каждый имел 3-4 пехотинца для услуг, составлявших всего около 50 тысяч. Левее мамелюков стояли 9 тысяч арабов-бедуинов. На Ниле было около 300 судов. На правом берегу реки собралось все население Каира наблюдать поражение неверных.
Бонапарт, объезжая войска, обратился к ним с исторической фразой: «Солдаты, сорок веков величия смотрят на вас с высоты этих пирамид». Французская армия, выступившая 21 июля в 2 часа утра, после 7-часового перехода атаковала противника. Мамлюки потерпели полное поражение. Раненый Мурад-бей только с 3 тысячами мамлюков бежал в верхний Египет, а Ибрагим с 1200 человек через Каир направился в Сирию, захватив египетского пашу Абу-бекра. Арабы рассеялись по пустыне. Французы потеряли не более 300 человек.
Для наблюдения за Мурад-беем был выслан Дезе с дивизией, которому поручено было принудить того к миру. Ибрагим-бей, удалившийся в Белбейс, поджидал там возвращения Мекканского каравана, чтобы, усилившись, произвести совместно с Мурадом нападение на французов. Бонапарт 25 июля вступил в Каир и занялся организацией управления страны, приняв меры к успокоению жителей. Сознавая опасность близости войск Ибрагим-бея, Бонапарт выдвинул бригаду Леклерка по дороге на Белбейс. 2 августа её атаковали у Эль-Канка 400 мамелюков и арабов, эти атаки, однако, были отбиты.

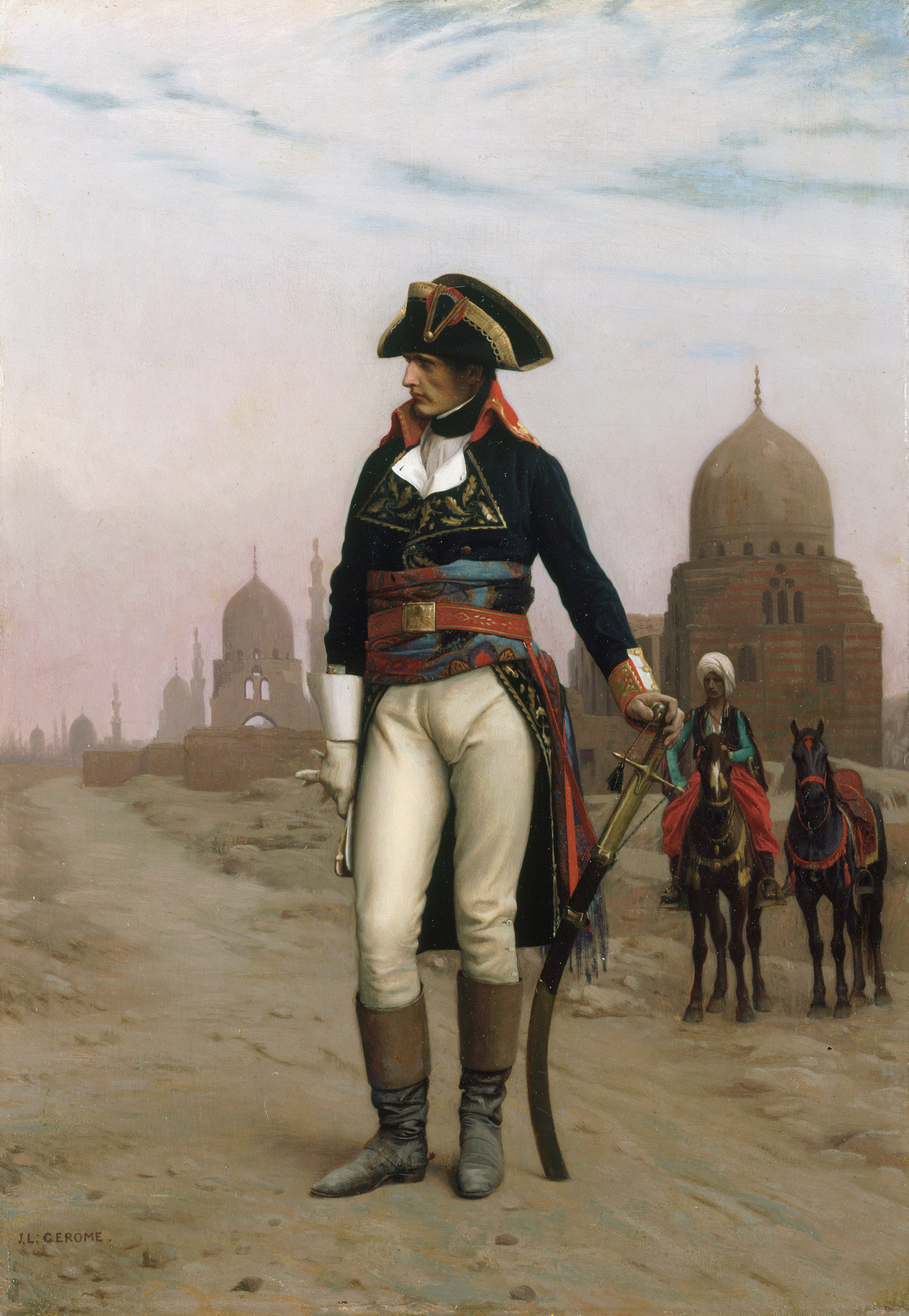
Генерал Бонапарт в Каире

7 августа, возложив управление Каиром на Дезе, Бонапарт двинулся с дивизиями Ланна и Дюга к Белбейсу. 9 августа Ибрагим-бей отошёл к Салагие (Салехие). 10 августа здесь произошло кавалерийское дело французского авангарда из 300 кавалеристов с арьергардом из тысячи мамлюков, прикрывавшим отступление Ибрагим-бея к границе Сирии. Оставив Ренье у Салагие, с приказанием укрепить этот пункт, а Дюга — у Мансуры, Бонапарт с остальными войсками отправился в Каир. По дороге им было получено известие об уничтожении 1 августа на Абукирском рейде французского флота. Нельсон, получив 24 июля достоверные сведения о назначении французской эскадры, поспешил вторично к Александрии и на открытом рейде под Абукирским берегом нанёс ей поражение. Это поражение, лишив французскую Египетскую армию связи с Францией, предоставило её собственным силам. Колебавшаяся до этого времени 1 сентября 1798 года Турция объявила Франции войну.
Тем не менее, Бонапарт с ещё большей энергией принялся за упрочение своего положения в Египте. Против Мурад-бея, державшегося в Верхнем Египте, был послан Дезе, который нанёс ему поражение 7 октября при Седимане и утвердился в этой части Египта. Для водворения порядка и уничтожения арабских скопищ в Нижнем Египте был предпринят ряд экспедиций. Одновременно с этим работали научные экспедиции. Управление Египтом было организовано на началах законности, в которой так нуждалась страна, изнывавшая под гнётом произвола. Все эти меры привлекли население на сторону французов, тем более, что Бонапарт объявил себя защитником верноподданных султана и врагом мамелюков.
Но все же после объявления Турцией войны в Каире вспыхнуло восстание, продолжавшееся с 21 по 23 октября. Генерал Дюпюи и несколько сот французов были убиты арабами. Бонапарт, бывший в Гизе, принял решительные меры для подавления мятежа, причём во время усмирения было истреблено до 5 тысяч бунтовщиков. Когда наступило успокоение, Бонапарт занялся приготовлением к походу в Сирию, откуда угрожало вторжение турецких войск.
К этому времени относится формирование им полка, посаженного на верблюдов, для действий в пустыне против арабской конницы. Один верблюд нёс двух людей с полным вооружением, снаряжением и продовольствием на несколько дней и мог пройти до 25 миль в сутки.

## Поход в Сирию
Турция, заключив союз с Англией, приступила к формированию в Анатолии армии, которая с войсками Триполитанского, Дамаского и Сен-Жан д’Акрского пашей должен был наступать в Египет через Суэцкий перешеек. Одновременно с этим предполагалось высадить при устье Нила десантную армию. Мурад-бей должен был начать наступление в Верхнем Египте. Сен-Жан д’Акрский паша Джезар, захватив Тазу и Яффу в начале января 1799 года, выдвинул свой авангард к форту Эль-Ариш, ключу Египта со стороны Сирии.
Бонапарт решил идти в Сирию с 4 пехотными дивизиями (Клебера, Ренье, Бона, Ланна) и 1 кавалерийской дивизией (Мюрата), всего 13 тысяч человек. Два осадных парка, из 8 орудий и 4 мортир каждый, было поручено адмиралу Перре доставить в Яффу из Александрии и Дамиетты с эскадрой из 3 уцелевших фрегатов. Вьючный обоз в 3 тысячи верблюдов нёс 15-дневный запас продовольствия и 3-дневный запас воды; 3 тысячи ослов — багаж пехоты по 5 килограмм на человека, Дезе, который остался в Верхнем Египте, было поручено сдерживать мамелюков. Управление Каиром было возложено на генерала Дюга; Мену управлял Розеттой. В Александрию был назначен Мармон. Всего в Верхнем Египте оставалось около 6500 человек, а в Нижнем — 10 тысяч человек.
Дивизии Клебера и Ренье 9 февраля прибыли к Эль-Аришу и, в ожидании остальных войск, обложили его. 19 февраля, когда подошла вся армия, форт после небольшой канонады сдался. Отсюда французы двинулись к Газе, куда прибыли 26 февраля после тяжёлого перехода через пустыню. 3 марта подошли к укреплениям Яффе. 7 марта дивизии Ланна и Бона, сделав брешь в городской стене, после упорного штурма овладели городом, захватив 40 полевых и 20 крепостных орудий. 14 марта армия, в которой уже обнаружились признаки чумы, двинулась далее.

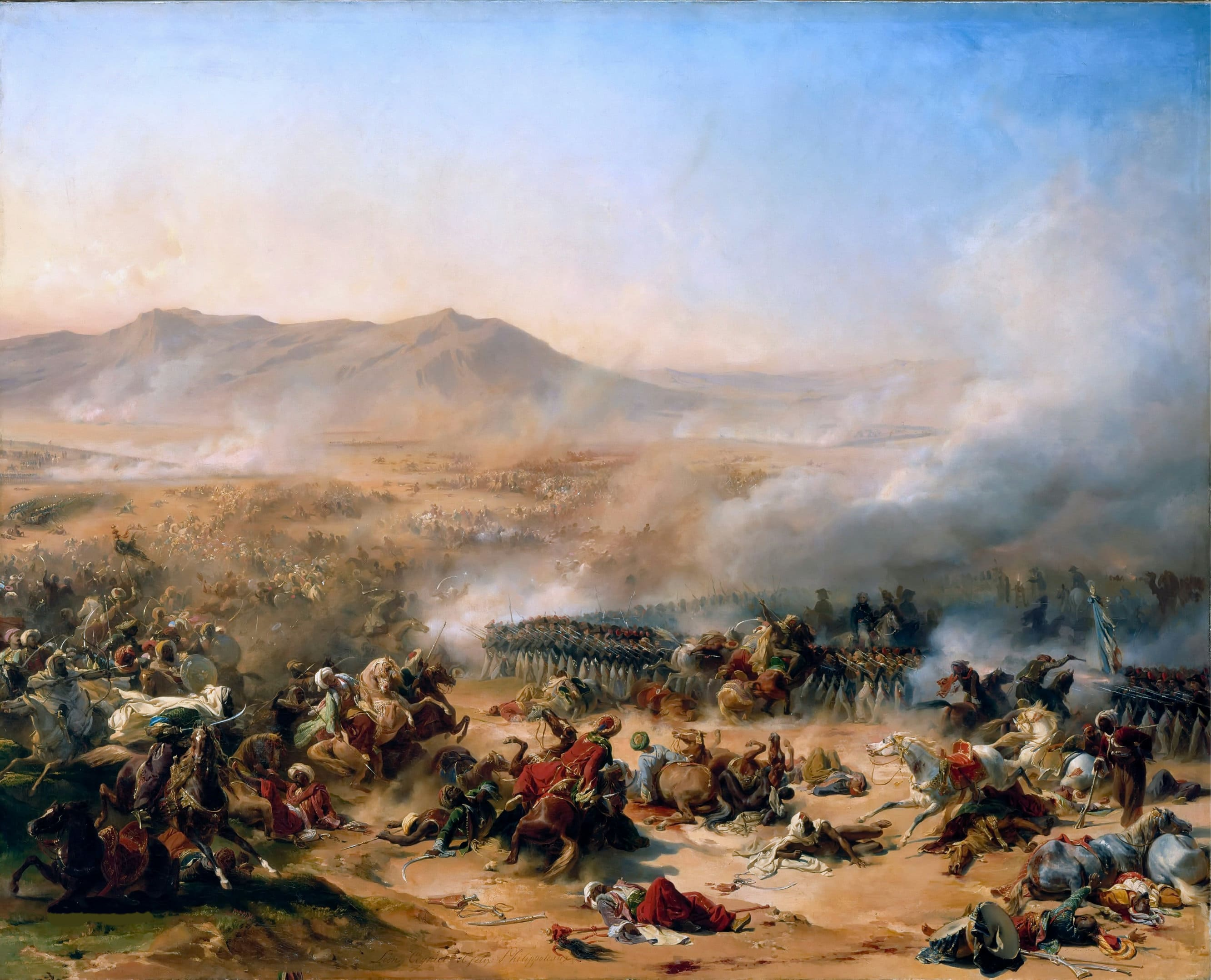
Л. Конье, А. Ф. Э. Филиппото «Сражение у горы Табор 16 апреля 1799 года» (1837 год)

19 марта французы подошли к Акре и начали осаду города, под руководством генерала Каффарелли. Между тем, к Акре приближалась 25-тысячная турецкая армия Дамасского паши Абдаллы. Против неё была выдвинута дивизия Клебера. Обнаружившееся превосходство турецких сил заставило Бонапарта лично выйти им навстречу с большей частью осадного корпуса, оставив перед Акрой дивизии Ренье и Ланна. 16 апреля у горы Фавора произошло сражение, в котором турки были разбиты и бежали к Дамаску, потеряв до 5 тысяч человек и весь лагерь.
Между тем, осада Акры шла неудачно. Приближался период времени, когда десант на берег Египта становился возможен, и Бонапарт принял решение возвратиться в Египет. 21 мая, сняв осаду Акры, армия двинулась в обратный путь. Главная цель Сирийского похода (уничтожение турецкой армии) была достигнута, и со стороны Сирии пока ничто не угрожало Египту.

## Операции в Египте
Возвращение армии из Сирии сопровождалось полным опустошением края, чтобы затруднить для турок вторжение в Египет с этой стороны. 2 июня армия достигла Эль-Ариша, 7 июня — Салагие, откуда дивизия Клебера была направлена в Дамиетту, а остальные войска — в Каир.
Бонапарт, прибывший в Каир 14 июня, был торжественно встречен. Здесь он снова проявил кипучую деятельность: ему удалось привлечь на свою сторону мусульманское духовенство, которое объявило его «любимцем великого пророка». Во все время Сирийской экспедиции в Нижнем Египте было спокойно, за исключением 2 вспышек, быстро подавленных. В Верхнем Египте в январе 1799 года Мурад-бей сделал попытку перейти в наступление, но 23 января при Саманхуде был разбит генералом Дезе и бежал в Нубию. Но спокойствие не восстановилось; оставшиеся беи, с Гассаном во главе, продолжали на правом берегу Нила собирать войска и средства для борьбы против французов и даже захватили часть французских транспортов. Только ко времени возвращения Бонапарта в Каир Верхний Египет был от них очищен.
Между тем, Турция готовила армию, которая, под командованием верховного визиря, предназначалась для высадки в Нижнем Египте. Корпус (18 тысяч человек) Саида Мустафы-паши, составлявший авангард, должен был после высадки собрать мамелюков и всех недовольных владычеством французов в Египте. Имея сведения об этом плане, Бонапарт, возложив на Клебера оборону побережья Средиземного моря, на Ренье — наблюдение за Сирией, на Дезе — за Верхним Египтом, рассчитывал остальные войска сосредоточить в Каире. Мамелюки снова стали собираться в отряды под предводительством Осман-бея и Мурада. Первый имел в виду соединиться с Ибрагим-беем, а второй намеревался двинуться к Наторским озёрам.
Узнав об этом в июне, Бонапарт выслал против Осман-бея отряд Лагранжа, который и разбил его в оазисе Сабабиат, вынудив бежать в пустыню. Бонапарт двинулся из Каира, чтобы отрезать путь отступления Мураду, но последний благополучно отступил в Верхний Египет. Между тем, 11 июля турецкий флот прибыл на Абукирский рейд, 14 июля турки произвели высадку на Абукирском полуострове и 17 июля овладели фортом.
По получении известия о прибытии турецкого флота Бонапарт отправился в Романие, приказав туда двинуться Ланну, Рампону и половине кавалерии отряда Дезе. Дивизии Клебера указано сосредоточиться к Розетте. Дезе, выделившему отряд для преследования Мурада и снабдившему продовольствием форты Кёне и Кессейр, поручено вместе с Дюга охранять спокойствие внутри Египта. Ренье должен был охранять сирийскую границу. 20 июля французские войска (6 тысяч) собрались в Романие, а 23 июля они были уже в окрестностях Александрии.

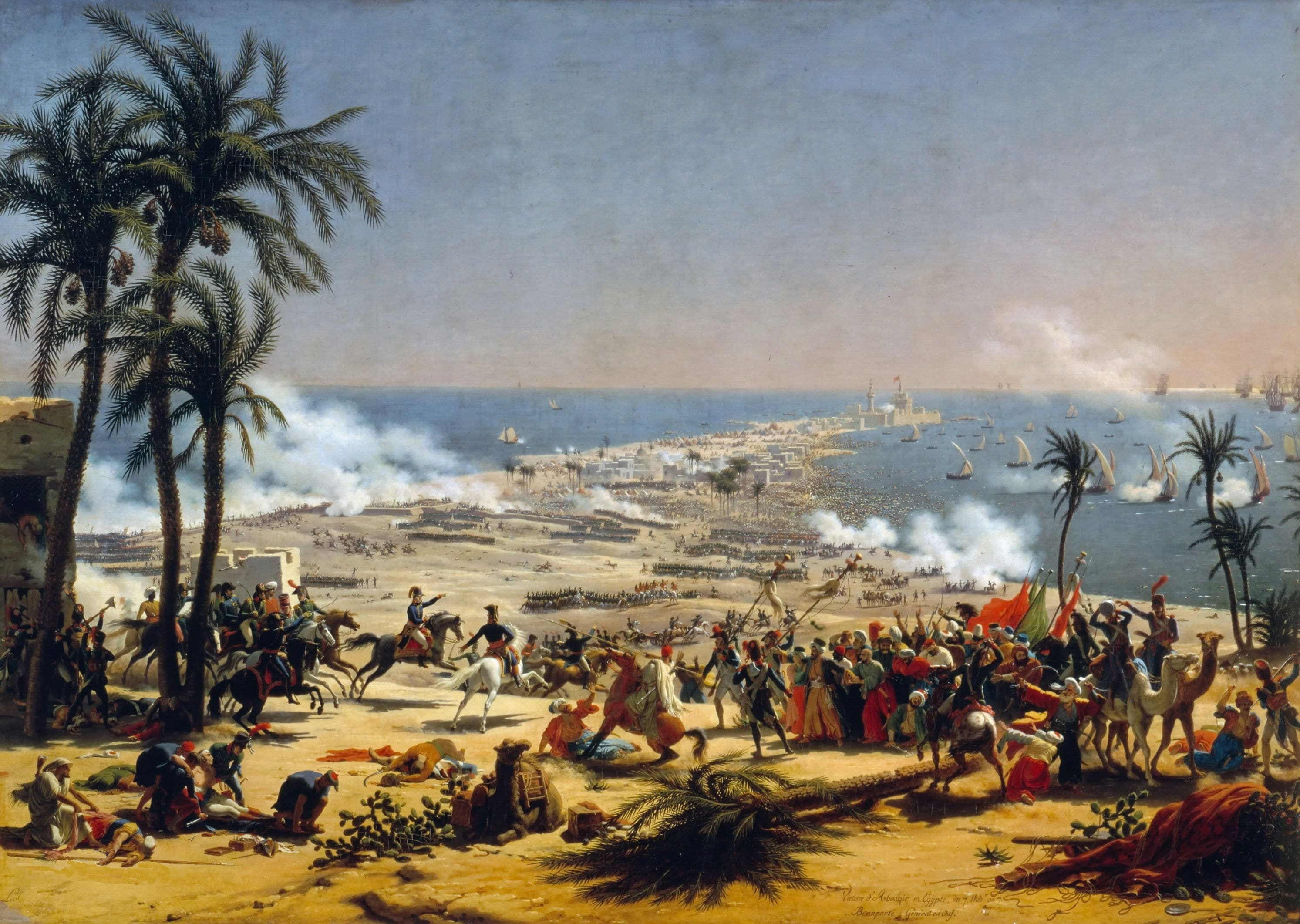
Битва при Абукире 25 июля 1799 года

25 июля 1799 года Бонапарт атаковал при Абукире остававшегося до того в бездействии Мустафу. Сражение завершилось 26 июля, после взятия Абукирского форта, полным разгромом турецкой армии, потерявшей 11 тысяч убитыми, ранеными и пленными. Турецкий флот вернулся в Константинополь, а перед Александрией остались лишь 2 английских фрегата под командой Сидни Смита. Абукирская победа дала французам моральный и материальный перевес в Египте.
В Европе же в это время Франция терпела неудачи (в Италии и на Рейне), а внутри неё царили несогласие и упадок духа. Вследствие известий об этом и сознания невозможности, благодаря потере флота, при настоящих силах армии удержать за собой Египет, Бонапарт решил возвратиться во Францию. 22 августа, пользуясь отсутствием английского флота в сопровождении генералов Бертье, Ланна, Андреоси, Мюрата, Мармона, Дюрока и Бессьера, он отплыл из Александрии на фрегатах «Ла-Коррьер» и «Мюрион» и 9 октября благополучно высадился во Фрежюсе. Командование над войсками и управление Египтом было возложено на Клебера.
В это время в Сирии уже была организована турецкая армия (до 80 тысяч) великого визиря, и Клебер ясно сознавал, что со своими слабыми силами без хороших помощников он не будет в состоянии долго держаться в Египте. Послав об этом донесение Директории, он вступил с великим визирем в переговоры об оставлении Египта.
Между тем, 30 декабря форт Эль-Ариш был взят турками, что и побудило Клебера заключить 24 января 1800 года Эль-Аришскую конвенцию, по которой французские войска должны были быть перевезены во Францию на своих или турецких судах. Клебер отправил с донесением об этом Директории генерала Дезе и сдал туркам Катие (Катиех), Салагие (Салехие) и Белбейс. Французская армия уже готовилась оставить Каир, как было получено уведомление от адмирала Кейта, командовавшего английским флотом в Средиземном море, что английское правительство требовало сдачи французской армии военнопленными. Клебер решил продолжать борьбу.
20 марта близ Каира, у развалин древнего города Гелиополиса, он разбил главные силы великого визиря и преследовал их до Салагие. В Сирии остатки турецкой армии были уничтожены арабами.
После сражения у Гелиополиса Клебер, отправив часть своих войск в помощь каирскому гарнизону, окружённому восставшим населением и турецкими войсками Нассифа-паши, преследовал великого визиря до Салагие. Оставив здесь Ренье, он 27 марта с остальными силами прибыл к Каиру, который был уже во власти Нассифа-паши и Ибрагим-бея. Сообщив им об участи армии великого визиря, он предложил оставить город. Но мятежники принудили пашу и Ибрагима прервать переговоры. Клебер, решив силой овладеть Каиром, приказал Ренье присоединиться к нему.
Между тем, Ренье отрядил в Дамиетту, захваченную феллахами, бригады Рампона и Белльяра. Рампону было приказано свернуть к Каиру. Белльяр разбил феллахов у селения Шуар и, оставив гарнизоны в приморских фортах, прибыл к Каиру вслед за бригадой Рампона. Но ещё до их прибытия Клебер заключил договор с Мурад-беем, которому были даны в управление области Джирже и Ассуан с обязательством уплачивать французам дань. 25 апреля Каир сдался, и снова власть французов была восстановлена.
Клебер принялся за приведение в порядок внутренних дел и водворения спокойствия в стране. Им были приняты меры к укомплектованию армии местным населением, из числа которого в Нижнем Египте охотно поступали в ряды французских войск копты, сирийцы, эфиопские невольники. 14 июня Клебер был убит фанатиком, подосланным визирем.
К этому времени английское правительство, несколько изменив взгляд на египетский вопрос, утвердило Эль-Аришскую конвенцию. Но генерал Мену, принявший после Клебера командование, ссылаясь на отсутствие полномочий, предложил известившему его об этом адмиралу Кейту обратиться в Париж. Тогда английским правительством был выработан план высадки 20-тысячного отряда английских войск западнее устья Нила для совместных действий с Сирийской армией турок, которая должна была наступать по правому берегу реки. В то же время 8 тысяч английских войск из Ост-Индии предполагалось от Суэца двинуть в тыл французам.
Бонапарт, ставший первым консулом, принимал все меры, чтобы усилить армию в Египте и облегчить её положение: он заключил союз с Императором Павлом I, и русский флот не вредил уже Франции в Средиземном море; объявил войну Португалии, что задержало отправку в Египет с острова Менорки английского корпуса генерала Эберкромби и повлияло вообще на число английских войск, посланных в Египет; двинул корпус Сульта в Неаполитанское королевство для занятия портов Бриндизи, Отранто и Таранто, чтобы ими не воспользовались англичане, как наиболее удобными для отправки войск в Египет; вступил в переговоры с Турцией, которые, впрочем, не имели успеха, и, наконец, приказал перевезти в Египет 5-тысячный отряд войск.
Все эти меры, однако, принесли мало пользы для Египетской армии. Генерал Мену оказался совершенно не соответствующим выпавшей на его долю роли. Меры, принятые им по управлению страной, вызывали лишь враждебность среди населения. В начале марта 1801 года из 25 тысяч, за вычетом больных, гарнизонов в городах, депо и нестроевых, могло быть выведено в поле около 16 тысяч человек. Старшие генералы тщетно убеждали Мену дать армии более удобное исходное положение для противодействия высадке с моря и наступлению со стороны Сирии и снабдить крепости и форты продовольствием. Только перед самым началом военных действий в Каире был заготовлен 3-месячный запас продовольствия.
Появление чумы в турецкой армии, в окрестностях Яффы, задержало приведение в исполнение плана действий в Египте союзников до 1801 года. Корпус Эберкромби (17 тысяч), отправленный 22 декабря 1800 года к берегам Анатолии, простоял там до 22 февраля 1801 года, когда с эскадрой Кейта отправился к берегам Египта. Англичане прибыли на Абукирский рейд 1 марта, но высадка, вследствие плохой погоды, состоялась лишь 8 марта.
Фриан 1 марта послал Мену донесение о прибытии английского флота и, оставив часть войск в Александрии и Розетте, с 1600 человек пехоты, 2 эскадронами конницы и 10 орудиями занял позицию на плотине озера Мадие (у Абукира). 8 марта англичане, после высадки, отбросили Фриана к Александрии. Мену ограничился высылкой одной полубригады. Кроме того, из Романие по собственной инициативе пришёл с дивизией генерал Ланнюс, благодаря чему под Александрией собралось около 4 тысяч при 21 орудии. Французы, атакованные 12 марта всеми силами Эберкромби, отступили в Александрию. Только 19 марта туда прибыл Мену с новыми подкреплениями; 19 марта сдался англичанам Абукирский форт. Английская армия (в составе 16 тысяч пехоты и 24 орудий) расположилась напротив Александрии на укреплённой позиции. Мену, имея всего около 9 тысяч при 46 орудиях, атаковал англичан 21 марта при Канопе, но был вынужден отступить к Александрии с потерей 2 тысяч человек. Англичане понесли такие же потери, причём был смертельно ранен генерал Эберкромби, которого заместил генерал Утчинсон.
В течение апреля соединённым отрядом полковника Спенсера (7 тысяч англичан и 4 тысячи турок) был занят город Розетта. Только получив 3 тысячи подкрепления, Утчинсон 9 мая решил двинуться к Романие, оставив против Александрии 6-тысячный отряд генерала Кута. Туда же двинулся из Розетты и отряд полковника Спенсера. Генерал Лагранж, стоявший с 4 тысячами в Эль-Афете, отступил к Каиру, в котором находился с 2,5 тысячами генерал Белльяр.
После того, как в конце марта чума почти прекратилась, великий визирь Юсуф-паша с 15-тысячной армией двинулся в Египет и 23 апреля занял Катие, а в начале мая стал лагерем у Караинна. Белльяр, опасаясь быть отрезанным, возвратился в Каир. Затем союзные войска обложили Каир. Белльяр, не имевший возможности пробиться на соединение с Мену, подписал 27 июня конвенцию об оставлении Каира. 9 июля весь его отряд был отправлен из Абукира во Францию.
В Египте после этого остался только 5-тысячный отряд Мену, занимавший Александрию. Весь июль прошёл в бездействии, и только в августе англичане приступили к блокаде города. 31 августа Мену подписал конвенцию об оставлении Александрии и возвращении французских войск во Францию.

## Результаты экспедиции

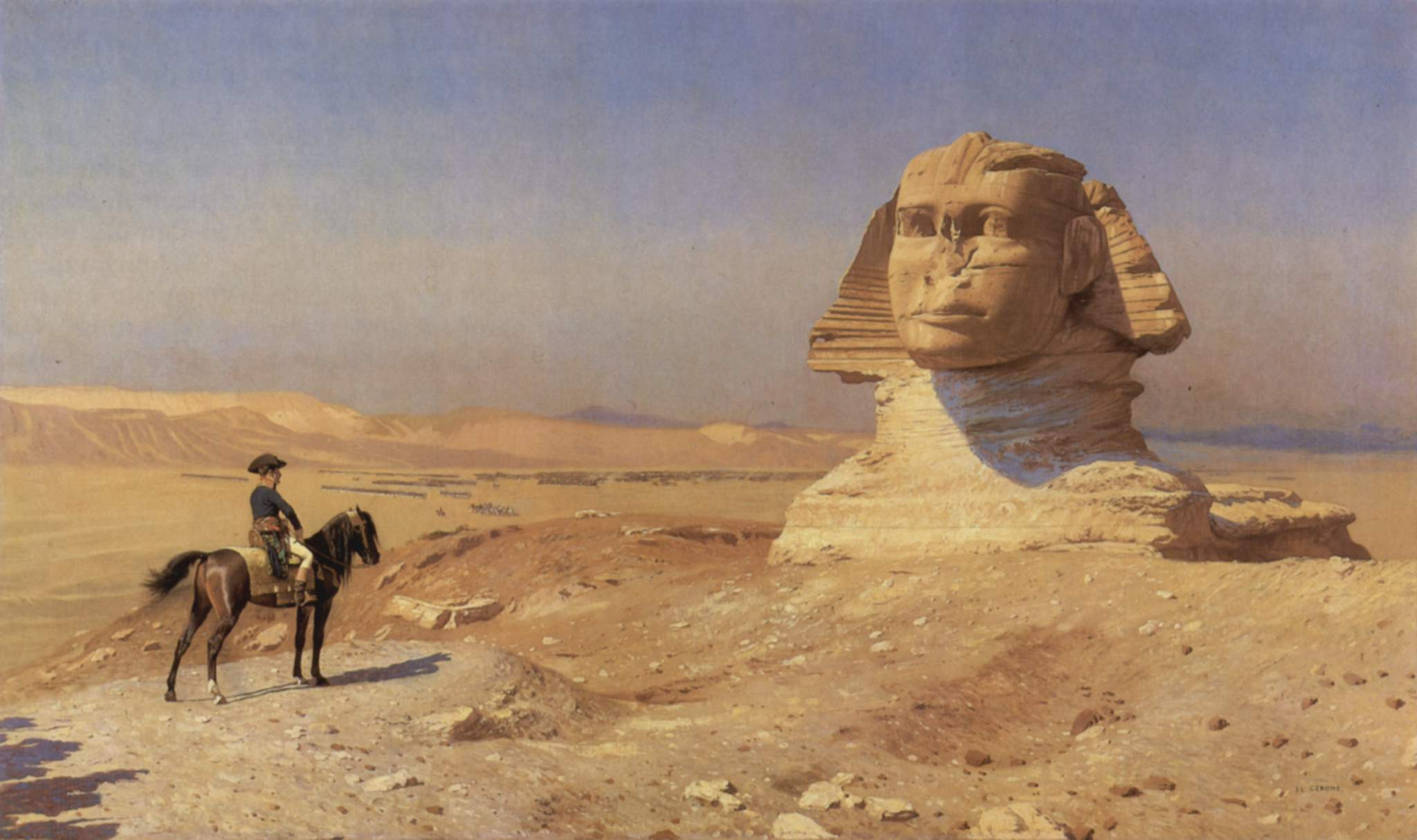
«Бонапарт перед Сфинксом». Жан-Леон Жером

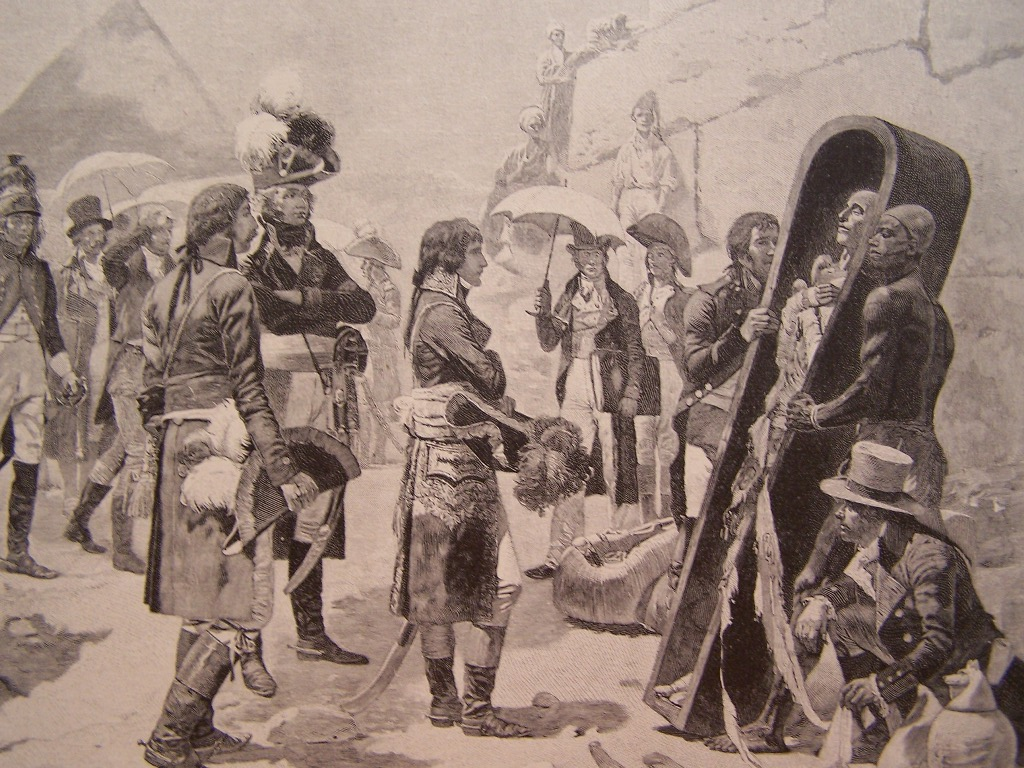
Наполеон у пирамид

Отрезанность от Франции, борьба местного населения, которое воспринимало французов как захватчиков, поставили французский корпус в безвыходное положение. После уничтожения англичанами французского флота в битве при Абукире капитуляция французского корпуса в Египте была лишь вопросом времени. Бонапарт, понимавший истинное положение дел, старался вначале блеском своих побед замаскировать безнадёжность положения, но при первой возможности покинул свою армию, не дожидаясь печальной развязки.
Тем не менее египетская экспедиция Наполеона привела к росту интереса к древней истории Египта и положила начало современной египтологии. Во время экспедиции работала Комиссия наук и искусств, которой было собрано и вывезено в Европу огромное количество памятников истории, а также собрана масса сведений об Египте. В 1798 году был создан Институт Египта, который положил начало масштабному спасению и изучению наследия древнего Египта.
Войска, вернувшиеся из Египетского похода, занесли трахому из Египта в Европу.